# بانک اینکو
بانک اینکو (انگلیسی: InecoBank) شرکت خدمات مالی و بانکداری ارمنستانی است، که در سال ۱۹۹۶ تأسیس شد.